# Užice
Užice (kyrilliska: Ужице) är en stad i västra Serbien med ca 83 000 invånare (kommunen har 102 000). 
Staden och byarna i kommunen exporterar frukt och grönsaker till olika delar av Europa och USA. Užice är också en industristad med utvecklad textil-, läder-, maskin-, och metallindustri. I staden finns en stor ammunitionsfabrik som startades 1928. Užice har även en flygplats.
Under 1941 var Užice huvudort i den kortlivade Republiken Užice, som bildades efter att den kommunistiska partisanrörelsen tillfälligt erövrade staden med omnejd från den tyska ockupationen.

## Galleri

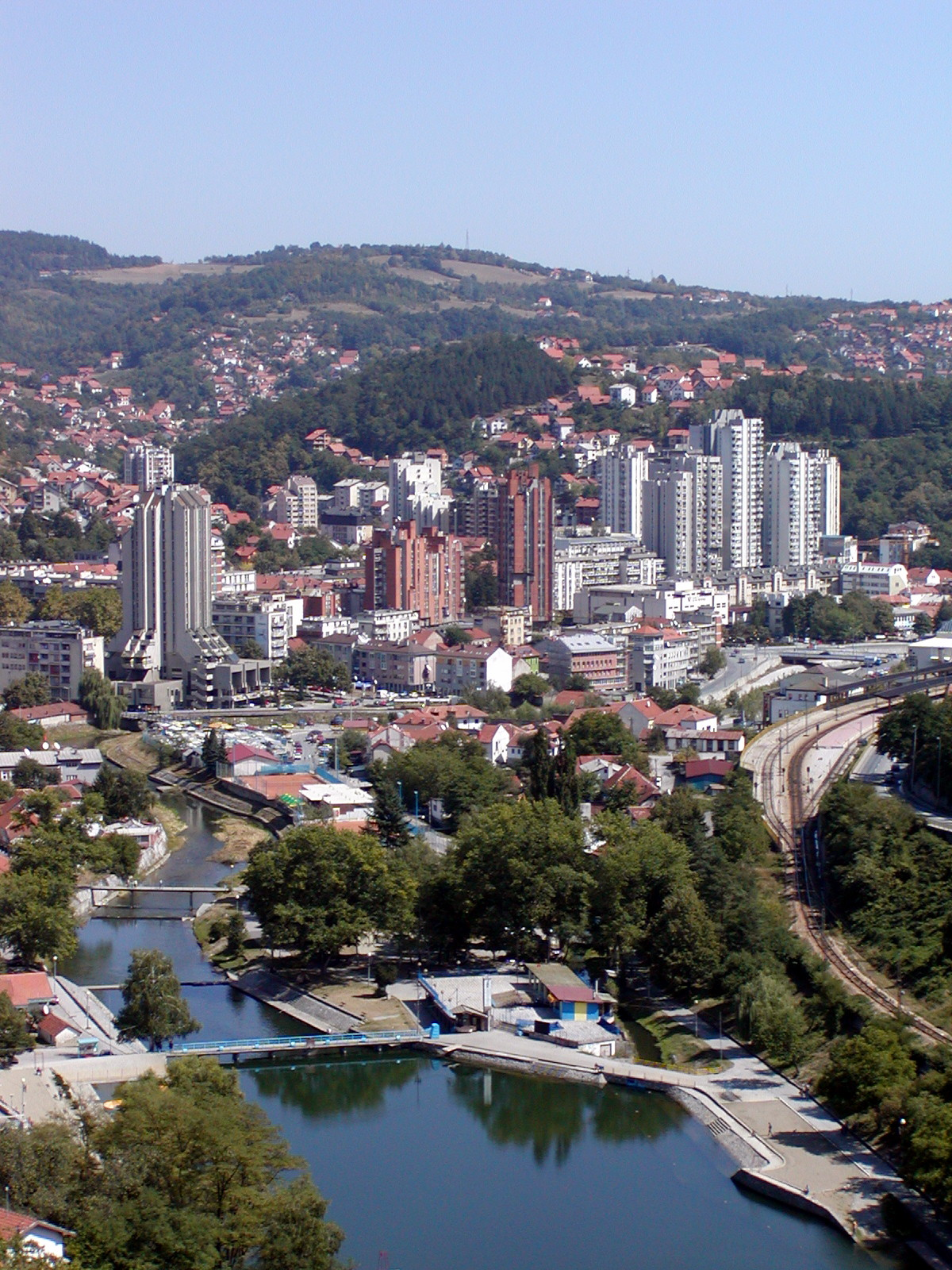
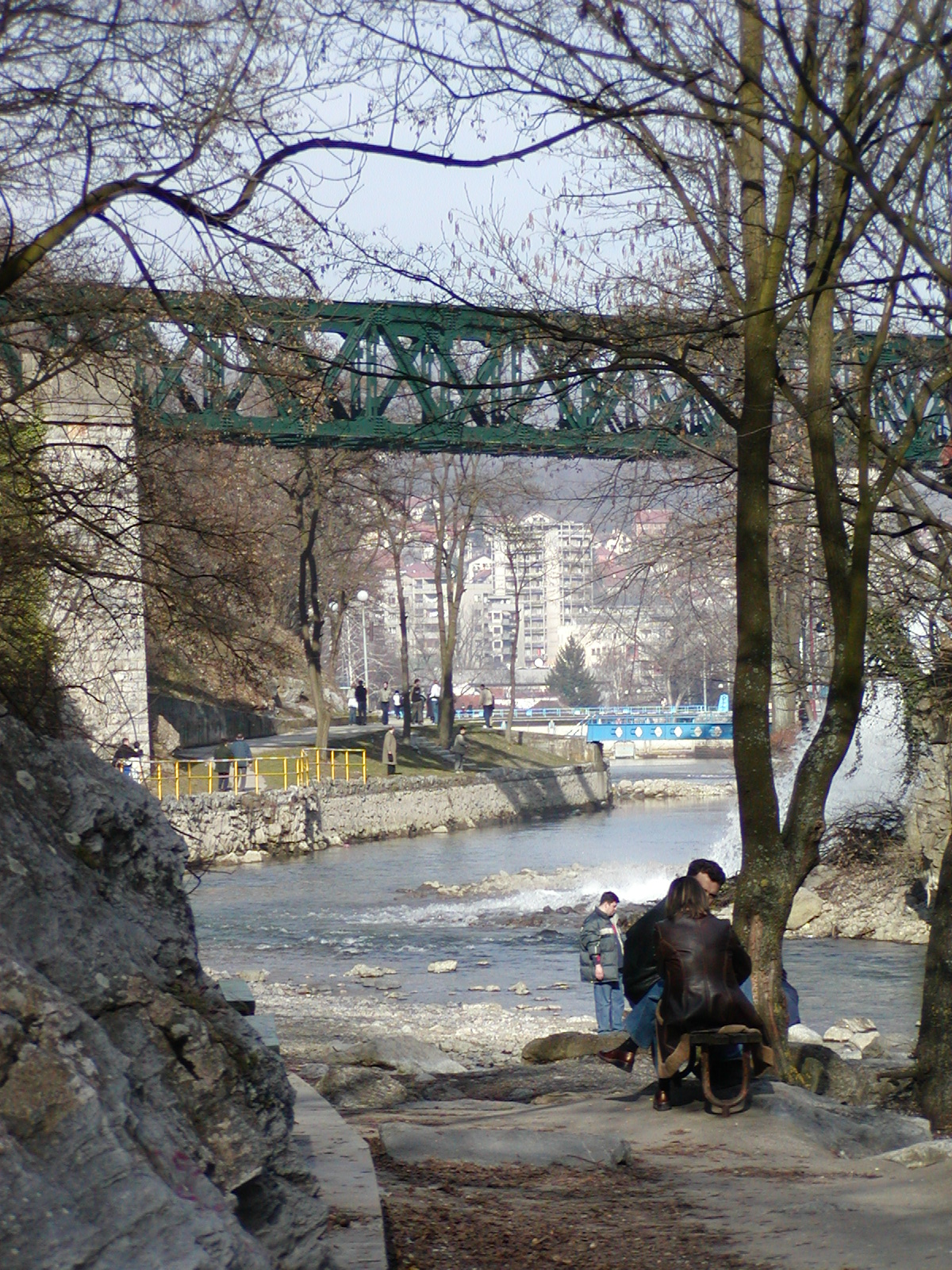